# 索罗阿科

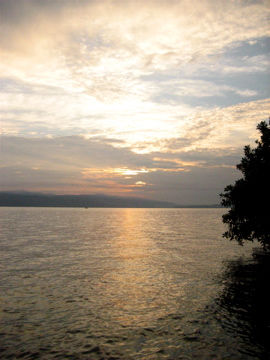
马塔纳湖的日落

索罗阿科（Soroako）是印度尼西亚南苏拉威西省的一个城镇，位于苏拉威西岛中部马塔纳湖南岸。2010年统计，索罗阿科所在的努哈区（Kecamatan Nuha）共有20,087人。城镇以印度尼西亚最大的露天矿而闻名，矿场由加拿大淡水河谷有限公司的子公司PT Inco所有。 
索罗阿科的大多数居民是PT Inco矿业公司的雇员，他们来自印度尼西亚的各个地方。其他人主要为农渔业者。城镇以西的山边有个自然洞穴未被深度探索，靠近入口的地方有一个充满数百骨架的洞室，有人认为那是二十世纪五十年代印度尼西亚共产党反叛部队的遗骸，也有人说实际上是一个本地公墓（类似于塔纳托拉查地区的墓地洞穴）。
索罗阿科机场位于城镇中。

## 资料来源
1. ↑  Biro Pusat Statistik, Jakarta, 2011.